# LEN Champions Cup 2007-2008
La LEN Champions Cup 2007-2008 è stata la XXIª edizione del massimo trofeo pallanuotistico europeo per club femminili.
I club partecipanti sono stati 22 in rappresentanza di 14 federazioni LEN. Sono state disputate due fasi a gironi seguite dai quarti ad eliminazione diretta e dalla Final Four.
La finale ha visto le catanesi dell'Orizzonte prevalere sulle greche del Vouliagmeni, conquistando il trono d'Europa per l'ottava volta.

## Turno di qualificazione
Le prime tre classificate accedono alla fase successiva, le quarte disputano la Coppa LEN.

### Gironi
| Gruppo A          |
| sede: Porto       |
| ANO Glyfada       |
| CF Portuense      |
| City of Sheffield |
| Polar Bears Ede   |
| Tirol Innsbruck   |

| Gruppo B          |
| sede: Nizza       |
| City of Liverpool |
| CN Mediterrani    |
| Honvéd Budapest   |
| Linköping         |
| Olympic Nice      |

| Gruppo C          |
| sede: Dunaújváros |
| Blau-Weiss Bochum |
| Dunaújváros FVE   |
| PVK Vrutky        |
| ZVL - De Zijl     |

| Gruppo D          |
| sede: Catania     |
| Asptt Nancy       |
| CN Sabadell       |
| Fezko Strakonice  |
| Orizzonte Catania |

### Gruppo A
|    | Turno di qualificazione 2007-2008 | Pti | G | V | N | P | GF | GS | DR  |
| -- | --------------------------------- | --- | - | - | - | - | -- | -- | --- |
| 1. | ANO Glyfada                       | 12  | 4 | 4 | 0 | 0 | 80 | 16 | +64 |
| 2. | Polar Bears Ede                   | 9   | 4 | 3 | 0 | 1 | 52 | 24 | +28 |
| 3. | CF Portuense                      | 6   | 4 | 2 | 0 | 2 | 35 | 42 | -7  |
| 4. | City of Sheffield                 | 3   | 4 | 1 | 0 | 3 | 33 | 47 | -14 |
| 5. | Tirol Innsbruck                   | 0   | 4 | 0 | 0 | 4 | 12 | 83 | -71 |

| 29-11-07 | Sheffield   | 19-3 | Tirol     |
| 29-11-07 | Polar Bears | 8-4  | Portuense |
| 30-11-07 | Polar Bears | 12-5 | Sheffield |
| 30-11-07 | Glyfada     | 25-0 | Tirol     |

| 30-11-07 | Glyfada   | 22-2  | Sheffield   |
| 30-11-07 | Portuense | 18-6  | Tirol       |
| 01-12-07 | Glyfada   | 12-11 | Polar Bears |
| 01-12-07 | Portuense | 10-7  | Sheffield   |

| 02-12-07 | Tirol     | 3-21 | Polar Bears |
| 02-12-07 | Portuense | 3-21 | Glyfada     |

### Gruppo B
|    | Turno di qualificazione 2007-2008 | Pti | G | V | N | P | GF | GS | DR  |
| -- | --------------------------------- | --- | - | - | - | - | -- | -- | --- |
| 1. | Honvéd Budapest                   | 12  | 4 | 4 | 0 | 0 | 71 | 17 | +44 |
| 2. | CN Mediterrani                    | 9   | 4 | 3 | 0 | 1 | 55 | 31 | +24 |
| 3. | Olympic Nice                      | 6   | 4 | 2 | 0 | 2 | 42 | 32 | +10 |
| 4. | City of Liverpool                 | 3   | 4 | 1 | 0 | 3 | 30 | 40 | -10 |
| 5. | Linköping                         | 0   | 4 | 0 | 0 | 4 | 16 | 84 | -68 |

| 29-11-07 | Honvéd      | 32-2 | Linköping |
| 29-11-07 | Olympic     | 10-6 | Liverpool |
| 30-11-07 | Mediterrani | 6-14 | Honvéd    |
| 30-11-07 | Olympic     | 20-8 | Linköping |

| 01-12-07 | Liverpool   | 3-14 | Honvéd      |
| 01-12-07 | Mediterrani | 28-4 | Linköping   |
| 01-12-07 | Liverpool   | 14-2 | Linköping   |
| 01-12-07 | Olympic     | 6-7  | Mediterrani |

| 02-12-07 | Liverpool | 7-14 | Mediterrani |
| 02-12-07 | Olympic   | 6-11 | Honvéd      |

### Gruppo C
|    | Turno di qualificazione 2007-2008 | Pti | G | V | N | P | GF | GS | DR  |
| -- | --------------------------------- | --- | - | - | - | - | -- | -- | --- |
| 1. | Dunaújváros FVE                   | 9   | 3 | 3 | 0 | 0 | 43 | 20 | +23 |
| 2. | ZVL - De Zijl                     | 6   | 3 | 2 | 0 | 1 | 47 | 25 | +22 |
| 3. | Blau-Weiss Bochum                 | 3   | 3 | 1 | 0 | 2 | 43 | 34 | +9  |
| 4. | PVK Vrutky                        | 0   | 3 | 0 | 0 | 3 | 13 | 68 | -55 |

| 30-11-07 | Dunaújváros | 21-5  | Vrutky  |
| 30-11-07 | Bochum      | 14-15 | De Zijl |

| 01-12-07 | De Zijl | 25-3 | Vrutky      |
| 01-12-07 | Bochum  | 7-14 | Dunaújváros |

| 02-12-07 | Bochum      | 22-5 | Vrutky  |
| 02-12-07 | Dunaújváros | 8-7  | De Zijl |

### Gruppo D
|    | Turno di qualificazione 2007-2008 | Pti | G | V | N | P | GF | GS | DR  |
| -- | --------------------------------- | --- | - | - | - | - | -- | -- | --- |
| 1. | Orizzonte Catania                 | 9   | 3 | 3 | 0 | 0 | 57 | 20 | +37 |
| 2. | CN Sabadell                       | 6   | 3 | 2 | 0 | 1 | 49 | 30 | +19 |
| 3. | Asptt Nancy                       | 1   | 3 | 0 | 1 | 2 | 22 | 50 | -28 |
| 4. | Fezko Strakonice                  | 1   | 3 | 0 | 1 | 2 | 24 | 53 | -29 |

| 30-11-07 | Sabadell  | 20-8 | Nancy      |
| 30-11-07 | Orizzonte | 22-7 | Strakonice |

| 01-12-07 | Sabadell  | 22-8 | Strakonice |
| 01-12-07 | Orizzonte | 21-5 | Nancy      |

| 02-12-07 | Nancy     | 9-9  | Strakonice |
| 02-12-07 | Orizzonte | 14-7 | Sabadell   |

## Turno preliminare

### Gironi
| Gruppo E       |
| sede: Atene    |
| ANO Glyfada    |
| Asptt Nancy    |
| CN Mediterrani |
| Kinef Kirishi  |

| Gruppo F             |
| sede: Bochum         |
| Blau-Weiss Bochum    |
| Fiorentina Waterpolo |
| Orizzonte Catania    |
| Polar Bears Ede      |

| Gruppo G           |
| sede: Budapest     |
| CF Portuense       |
| Honvéd Budapest    |
| Uralochka Zlatoust |
| ZVL - De Zijl      |

| Gruppo H        |
| sede: Sabadell  |
| CN Sabadell     |
| Dunaújváros FVE |
| NC Vouliagmeni  |
| Olympic Nice    |

### Gruppo E
|    | Turno preliminare 2007-2008 | Pti | G | V | N | P | GF | GS | DR  |
| -- | --------------------------- | --- | - | - | - | - | -- | -- | --- |
| 1. | Kinef Kirishi               | 6   | 2 | 2 | 0 | 0 | 31 | 20 | +11 |
| 2. | ANO Glyfada                 | 3   | 2 | 1 | 0 | 1 | 19 | 19 | 0   |
| 3. | CN Mediterrani              | 0   | 2 | 0 | 0 | 2 | 21 | 33 | -12 |
| .  | Asptt Nancy                 | rit | - | - | - | - | -  | -  | -   |

| 20-12-07 | Kinef | 22-11 | Mediterrani |

| 21-12-07 | Glyfada | 11-10 | Mediterrani |

| 22-12-07 | Glyfada | 8-9 | Kinef |

### Gruppo F
|    | Turno preliminare 2007-2008 | Pti | G | V | N | P | GF | GS | DR  |
| -- | --------------------------- | --- | - | - | - | - | -- | -- | --- |
| 1. | Orizzonte Catania           | 9   | 3 | 3 | 0 | 0 | 33 | 14 | +19 |
| 2. | Fiorentina Waterpolo        | 6   | 3 | 2 | 0 | 1 | 42 | 27 | +15 |
| 3. | Blau-Weiss Bochum           | 3   | 3 | 1 | 0 | 2 | 28 | 42 | -14 |
| 4. | Polar Bears Ede             | 0   | 3 | 0 | 0 | 3 | 20 | 40 | -20 |

| 20-12-07 | Orizzonte | 9-8  | Fiorentina  |
| 20-12-07 | Bochum    | 15-9 | Polar Bears |

| 21-12-07 | Polar Bears | 2-9  | Orizzonte  |
| 21-12-07 | Bochum      | 9-18 | Fiorentina |

| 22-12-07 | Fiorentina | 16-9 | Polar Bears |
| 22-12-07 | Bochum     | 4-15 | Orizzonte   |

### Gruppo G
|    | Turno preliminare 2007-2008 | Pti | G | V | N | P | GF | GS | DR  |
| -- | --------------------------- | --- | - | - | - | - | -- | -- | --- |
| 1. | Honvéd Budapest             | 9   | 3 | 3 | 0 | 0 | 43 | 22 | +21 |
| 2. | ZVL - De Zijl               | 6   | 3 | 2 | 0 | 1 | 51 | 30 | +21 |
| 3. | Uralochka Zlatoust          | 3   | 3 | 1 | 0 | 2 | 47 | 35 | +12 |
| 4. | CF Portuense                | 0   | 3 | 0 | 0 | 3 | 19 | 73 | -54 |

| 20-12-07 | Uralochka | 14-15 | De Zijl   |
| 20-12-07 | Honvéd    | 22-4  | Portuense |

| 21-12-07 | Portuense | 7-28  | De Zijl   |
| 21-12-07 | Honvéd    | 12-10 | Uralochka |

| 22-12-07 | Uralochka | 23-8 | Portuense |
| 22-12-07 | Honvéd    | 9-8  | De Zijl   |

### Gruppo H
|    | Turno preliminare 2007-2008 | Pti | G | V | N | P | GF | GS | DR  |
| -- | --------------------------- | --- | - | - | - | - | -- | -- | --- |
| 1. | Dunaújváros FVE             | 9   | 3 | 3 | 0 | 0 | 41 | 25 | +16 |
| 2. | NC Vouliagmeni              | 6   | 3 | 2 | 0 | 1 | 51 | 28 | +23 |
| 3. | CN Sabadell                 | 3   | 3 | 1 | 0 | 2 | 33 | 39 | -6  |
| 4. | Olympic Nice                | 0   | 3 | 0 | 0 | 3 | 23 | 56 | -33 |

| 20-12-07 | Dunaújváros | 12-11 | Vouliagmeni |
| 20-12-07 | Sabadell    | 16-10 | Olympic     |

| 21-12-07 | Olympic  | 8-23 | Vouliagmeni |
| 21-12-07 | Sabadell | 9-12 | Dunaújváros |

| 22-12-07 | Olympic  | 5-17 | Dunaújváros |
| 22-12-07 | Sabadell | 8-17 | Vouliagmeni |

## Quarti di finale
| Andata   | Andata                    | Andata | Andata |
| Data     | Gara                      | Ris.   |        |
| -------- | ------------------------- | ------ | ------ |
| 08-03-08 | Kinef Kiriši - Fiorentina | 8-7    |        |
| 08-03-08 | Vouliagmeni - Honvéd      | 9-9    |        |
| 09-03-08 | Dunaújváros - De Zijl     | 11-9   |        |
| 09-03-08 | Glyfádas - Orizzonte CT   | 10-8   |        |

| Ritorno  | Ritorno                   | Ritorno | Ritorno | Ritorno |
| Data     | Gara                      | Ris.    | Tot.    |         |
| -------- | ------------------------- | ------- | ------- | ------- |
| 23-03-08 | Fiorentina - Kinef Kiriši | 8-6     | 15-14   |         |
| 23-03-08 | Honvéd - Vouliagmeni      | 7-10    | 16-19   |         |
| 22-03-08 | De Zijl - Dunaújváros     | 15-6    | 24-17   |         |
| 22-03-08 | Orizzonte CT - Glyfádas   | 13-6    | 21-16   |         |

## Final Four

### Semifinali
| Arbitri: | Bonnet (FRA) Szekely (HUN) |

|        |           |                  |
| 3: Gil | Marcatori | 2: L. van Belkum |

| Arbitri: | Horillo (ESP) Lehn (GER) |

|             |           |              |
| 4: Roumpesi | Marcatori | 4: Biancardi |

### Finale 3º posto
| Arbitri: | Bonnet (FRA) Lehn (GER) |

|                         |           |            |
| 3: M.Cabout, Hoogenboom | Marcatori | 4: Dravucz |

### Finale
| Arbitri: | Horrillo (ESP) Szekely (HUN) |

|        |           |              |
| 5: Gil | Marcatori | 5: Gerolimou |

- Orizzonte CT campione d'Europa.